# Robert Harley (1er comte d'Oxford et Mortimer)
Pour les articles homonymes, voir Robert Harley.
Robert Harley (5 décembre 1661 – 21 mai 1724), 1er comte d'Oxford et comte Mortimer, est un homme politique anglais de l'époque de la fin de la Révolution financière britannique.

## Biographie
D'abord élu du parti Whig, après avoir combattu aux côtés de Guillaume III d'Orange, lors de la Glorieuse Révolution, il devint ensuite un dirigeant du parti Tory. De 1711 à 1714, il a occupé de fait la fonction de Premier ministre de la reine Anne et fut responsable de la signature du traité d'Utrecht qui mit fin à la guerre de Succession d'Espagne contre la France.

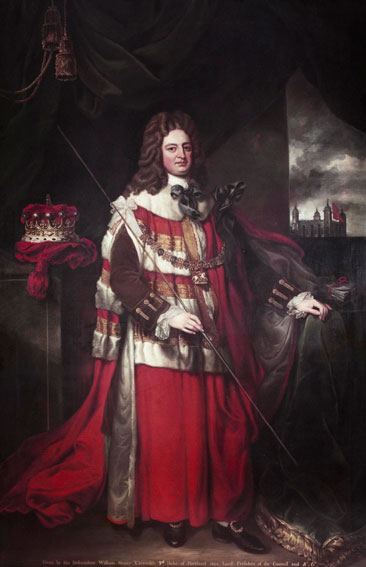
Portrait de Robert Harley

Parvenu au pouvoir peu après les émeutes de Sacheverell de 1710, qui stigmatisèrent la Révolution financière britannique, il n'en a pas moins créé en 1711 la très spéculative Compagnie des mers du Sud.
Le comte Harley d'Oxford fut aussi une figure littéraire de son temps, qui a patiemment collationné d'anciennes pièces du folklore anglais, les Roxburghe Ballads. Il subventionna à la fois l'October Club et le Scriblerus Club. Il est parfois avancé que la célèbre rue des médecins de Londres, Harley Street, lui doit son nom, bien qu'en l'occurrence le développement de ce quartier soit plutôt l’œuvre de son fils Edward Harley.